# 凯特·胡珀
凯特·胡珀（英語：Kate Hooper，1978年2月26日—），澳大利亚前女子水球运动员。她曾代表澳大利亚国家队参加2000年夏季奥林匹克运动会水球比赛，获得一枚金牌。